# Dorobanți (Arad)
Dorobanți (en hongrois : Kisirátos) est une commune du județ d'Arad, Roumanie qui compte 1 635 habitants. Elle est créée en 2004 après une séparation avec la ville de Curtici.
La commune est composée d'un seul village qui porte le même mon : Dorobanți.

## Culture
D'après le recensement de 2011, la commune compte 1 635 habitants, en baisse par rapport au recensement de 2002 où elle en comptait 1 679.